# Entente pour Majorque
L’Entente pour Majorque (en catalan Entesa per Mallorca, en espagnol Acuerdo por Mallorca ExM) est un parti politique de Majorque, nationaliste de gauche, catalaniste, fondé en 2006.
Il résulte d'une scission du Parti socialiste de Majorque, en octobre 2006.